# 9 Pułk Grenadierów (Imperium Rosyjskie)
9 Syberyjski Pułk Grenadierów generała feldmarszałka Wielkiego Księcia Nikołaja Nikołajewicza (ros. 9-й гренадерский Сибирский генерал-фельдмаршала Великого Князя Николая Николаевича полк) – pułk piechoty okresu Imperium Rosyjskiego.

## Charakterystyka
Sformowany 25 czerwca 1700 za panowania cara Piotra I Wielkiego. Stacjonował między innymi w m. Włodzimierz.
Pułk wziął udział w działaniach zbrojnych epoki napoleońskiej, a także w działaniach zbrojnych okresu I wojny światowej.

 W przededniu I wojny światowej pułk etatowo posiadał cztery bataliony po cztery kompanie oraz kompanię tyłową. Kompania piechoty czasu wojny liczyła około 240 żołnierzy i 4–5 oficerów. Na szczeblu pułku występował także pododdział karabinów maszynowych (8 km), łączności (w tym 14 konnych gońców i 21 telefonistów) i zwiadowczy (64 zwiadowców, w tym 4 kolarzy). W sumie pułk liczył około 4000 żołnierzy.

## Podporządkowanie
Lipiec 1914:
- Korpus Grenadierów – Moskwa
  - 3 Dywizja Grenadierów (3 гренадерская дивизия),
    - 1 Brygada Grenadierów (1-я гренадерская бригада)
      - 9 Syberyjski pułk grenadierów – Włodzimierz.

## Dowódcy pułku
- 1913–1915 – Władimir Tokarew
- 1915–1916 – Siergiej Sawczienko (ros. Сергей Николаевич Савченко)